# 舒格格羅夫 (北卡羅萊納州)
舒格格羅夫（英語：Sugar Grove）是位於美國北卡羅萊納州沃托加縣的非建制地區。

## 歷史
舒格格羅夫的郵局自1837年營運至今。

## 地理
舒格格羅夫所處的海拔為高於海平面816米（即2677英呎），而該地所採用的時區為UTC-5，即北美东部时区（EST）。同時該地設有夏令時間，為UTC-5調快一小時，即UTC-4（EDT）。